# ويليام وايتنغ الثاني
ويليام وايتنغ الثاني هو سياسي أمريكي، ولد في 24 مايو 1841 في دودلي في الولايات المتحدة، وتوفي في 9 يناير 1911 في هوليوك في الولايات المتحدة. نشط حزبياً في الحزب الجمهوري. وقد انتخب عضو مجلس النواب الأمريكي ‏.